# 豐濱臨時乘降場

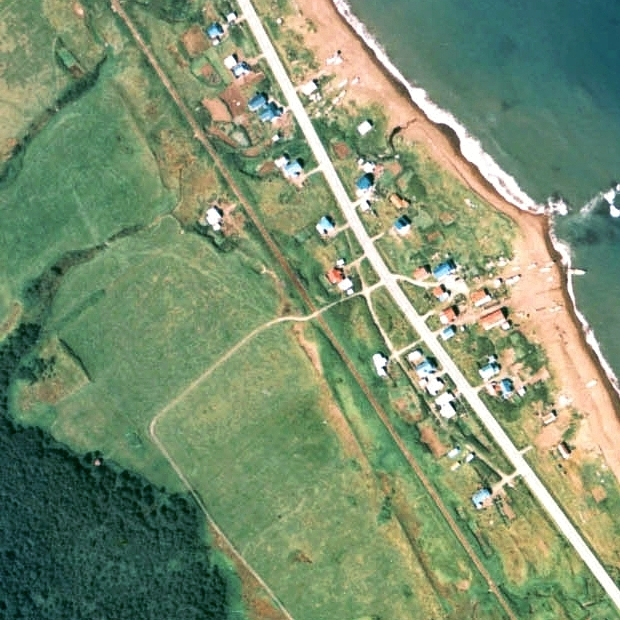
1977年的豐濱臨時乘降場與方圓約500米範圍。右下方為北見枝幸方向。靠近枝幸一方設有平交道，路軌靠近海邊一方的灰色線是月台。周邊可看到候車室。

豐濱臨時乘降場（日语：／ Toyohama karijōkō-ba */?）是位於北海道枝幸郡濱頓別町字斜內，日本國有鐵道（國鐵）的興濱北線臨時乘降場（廢站）。隨著興濱北線廢線，臨時乘降場在1985年（昭和60年）7月1日廢除。

## 歷史
- 1956年（昭和31年）2月26日 - 日本國有鐵道（國鐵）興濱北線豐濱臨時乘降場（由局（日语：鉄道管理局）設定）啟用[1][2]。
- 1985年（昭和60年）7月1日 - 興濱北線全線廢除，此臨時乘降場也廢除[2]。

## 車站構造
截至車站廢除前，車站是一座地面車站，設有1面1線的單式月台。

## 車站周邊
- 國道238號（日语：国道238号）（宗谷國道）[3]
- 宗谷巴士（日语：宗谷バス）「豐濱」巴士站

## 現況
截至2000年（平成12年），車站已經沒有任何痕蹟。

## 相鄰車站
日本國有鐵道
興濱北線（1985年廢除）
豐牛－豐濱－斜內

## 注腳
1. 1 2 3  石野哲（編）. . JTB. 1998: 908. ISBN 978-4-533-02980-6 （日语）.
2. 1 2  太田幸夫.  1. 札幌市: 富士コンテム. 2004-02-29: 153. ISBN 4-89391-549-5 （日语）.
3. ↑  . 地勢堂. 1980-3: 17 （日语）.
4. ↑  宮脇俊三（日语：宮脇俊三） (编). . JTB Can books. JTB出版. 1999-12: 31. ISBN 978-4533033766 （日语）.